# Место под солнцем (крылатое выражение)
Место под солнцем — крылатое выражение, имеющее значение «право на существование».
По свидетельству исследователей, это выражение встречается уже у Б. Паскаля (1623—1662), хотя, возможно, авторство и не принадлежит ему. Паскаль пишет: «Эта собака моя, — говорили бедные дети, — это моё место под солнцем: вот начало и образ захвата всей земли» (Pascal, Pensées, 1660, 5.295).
С другим значением — «право на существование» — выражение это встречается у П. Беранже и О. Бальзака. Позднее оно приобрело политическое направление: борьба за место под солнцем означала борьбу за перераспределение мира (нем. Platz an der Sonne) — фраза рейхсканцлера Бернгарда фон Бюлова в речи в германском Рейхстаге 6 декабря 1897, которой провозглашались претензии Германии на долю в колониальном распределении мира.

Мы готовы пойти навстречу интересам других великих держав в Южной Азии, надеясь на то, что будут признаны и наши собственные интересы. Одним словом: мы не хотим вытолкать никого в тень, но требуем места под солнцем для себя. В Восточной Индии, равно как и в Западной Индии мы будем бороться, следуя традициям немецкой политики, обеспечить признание наших прав и интересов без ненужного антагонизма, но также без ненужной слабости.

Фраза стала крылатой и широко употребляется как характеристика квинтэссенции империализма, а также для характеристики любого решительного отстаивания собственных, часто непомерных, интересов, не гнушаясь средствами.